# Huang Yun-Wen
Huang Yun-Wen (4 de noviembre de 1994) es una deportista taiwanesa que compitió en taekwondo.
Ganó una medalla de plata en el Campeonato Mundial de Taekwondo de 2015, y una medalla de plata en el Campeonato Asiático de Taekwondo de 2014. En los Juegos Asiáticos de 2014 consiguió una medalla de oro.

## Palmarés internacional
| Representando a China Taipéi |                         |                  |           |
| Campeonato Mundial           |                         |                  |           |
| Año                          | Lugar                   | Medalla          | Categoría |
| 2015                         | Cheliábinsk (Rusia)     | Medalla de plata | –53 kg    |
| Juegos Asiáticos             |                         |                  |           |
| Año                          | Lugar                   | Medalla          | Categoría |
| 2014                         | Incheon (Corea del Sur) | Medalla de oro   | –53 kg    |
| Campeonato Asiático          |                         |                  |           |
| Año                          | Lugar                   | Medalla          | Categoría |
| 2014                         | Taskent (Uzbekistán)    | Medalla de plata | –53 kg    |